# Antonín Amatus Serényi
Antonín Amatus hrabě Serényi (německy Anton Amatus (Amand) Reichsgraf Serényi von Kis Serény) (12. června 1670 Brno – 20. února 1738 Brno) byl moravský šlechtic, generál císařské armády a velitel pevnosti Špilberk. Byl majitelem několika panství na Moravě, proslul jako mecenáš umění a budovatel barokních rezidencí (Lomnice, Lysice).

## Kariéra

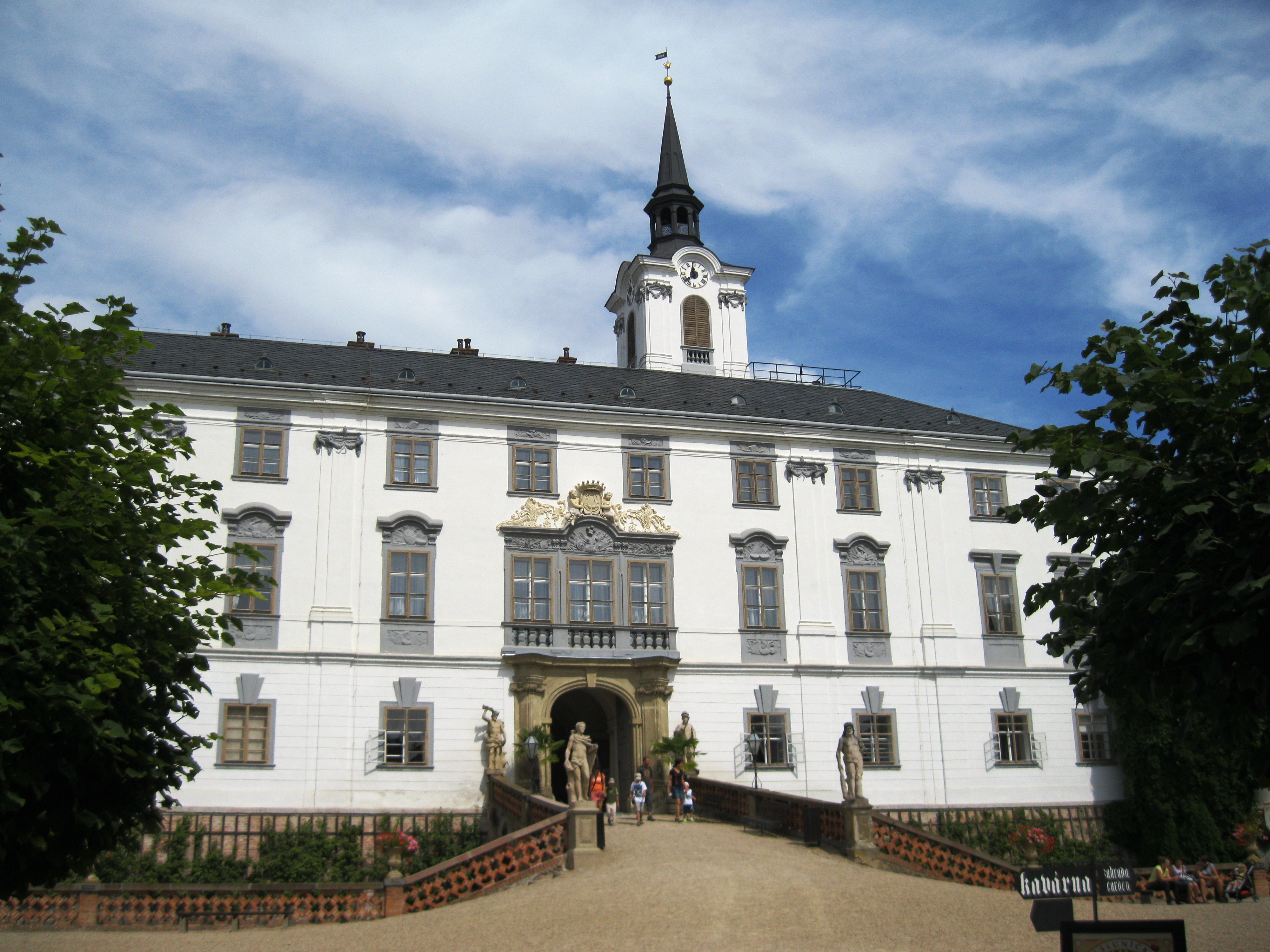
Zámek Lysice

Pocházel z uherské šlechtické rodiny Serényiů usazené od 17. století na Moravě. Narodil se v rodovém paláci v Brně jako mladší syn Františka Gabriela Serényiho (1636–1677), hejtmana brněnského kraje, matka Marie Benigna (†1671) pocházela z rodu Lobkoviců. Díky matce měl příbuzenské vazby na vlivnou českou šlechtu, byl mimo jiné synovcem Ferdinanda Viléma a Oldřicha Felixe Lobkoviců, spřízněn byl také s rodinou Trauttmansdorffů. Po předčasném úmrtí obou rodičů byl spolu se starším bratrem Františkem Josefem (1664–1705) vychováván na hradě Buchlov u tety Anny Marie Petřvaldské z Petřvaldu. Správcem majetku obou bratrů byl jako poručník jejich strýc, polní maršál Jan Karel Serényi (1640–1691). Po jeho smrti převzal již plnoletý Antonín Amatus svůj dědický podíl (Lysice, Zlín), mezitím absolvoval kavalírskou cestu do Itálie a stal se čestným rytířem Maltézského řádu. Po vzoru strýce a staršího bratra vstoupil do císařské armády, nejprve jako dobrovolník. Na vlastní náklady vyslal do Uher proti Turkům pluk o 100 mužích, později poskytl dvorské komoře válečnou půjčku ve výši 3 000 zlatých. Za války o španělské dědictví dosáhl hodnosti plukovníka a stal se generálním pobočníkem arcivévody Josefa. Po tragické smrti staršího bratra a převzetí jeho dědického podílu Antonín Amatus postupně rezignoval na další aktivní službu v armádě. V roce 1709 nicméně obdržel hodnost generálního polního vachtmistra (tj. generálmajora) a stal se velitelem brněnské pevnosti Špilberk. V této funkci patřil k významným osobnostem společenského života v Brně. Byl také císařským komorníkem a později dosáhl hodnosti tajného rady.
Zemřel ve svém brněnském paláci 20. února 1738 ve věku 67 let a byl pohřben v kostele sv. Michaela, kde měli Serényiové od poloviny 17. století rodovou hrobku.

## Majetek a stavební aktivity

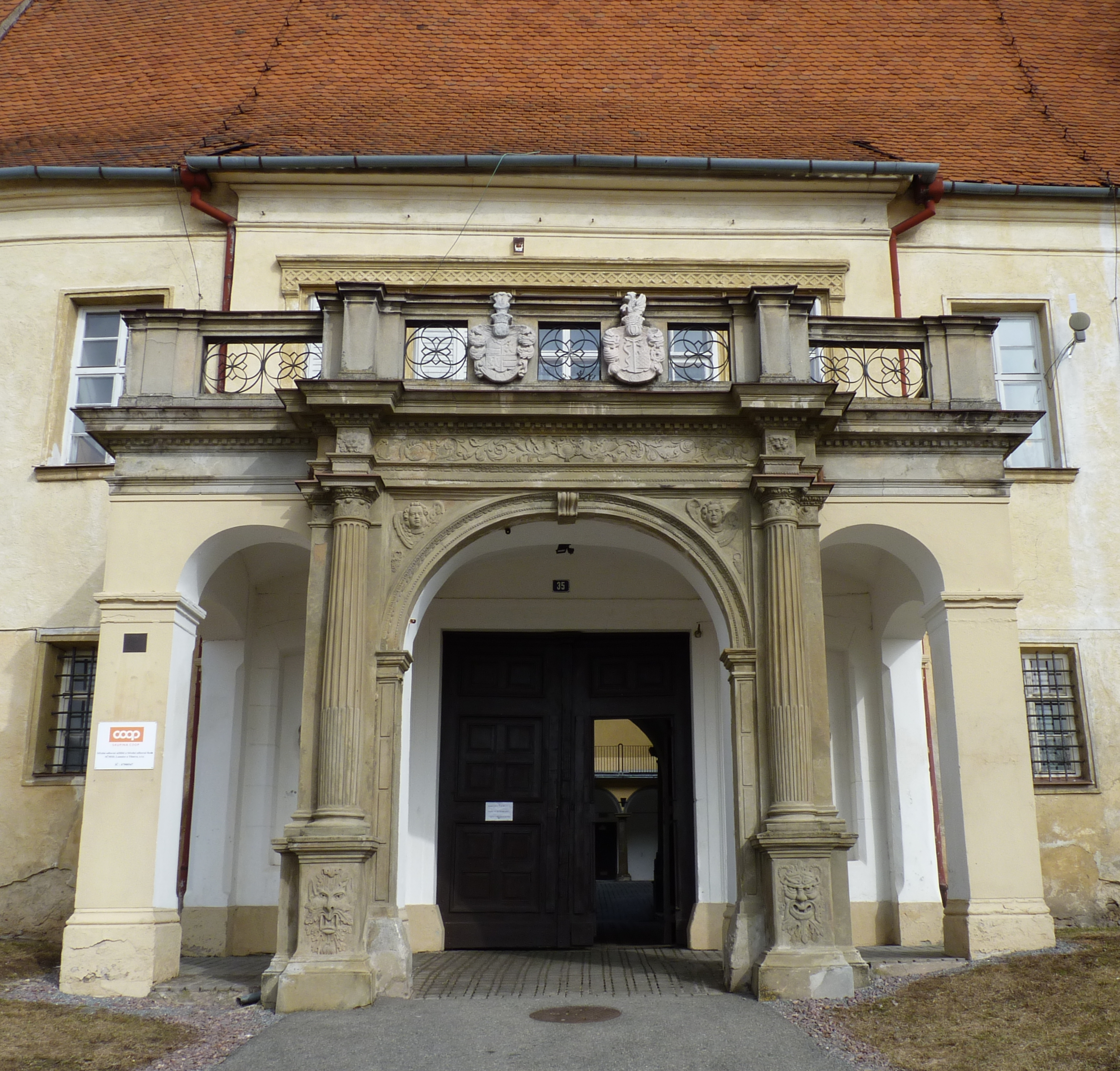
Vstupní portál s erby Serényiů a Valdštejnů na zámku v Lomnici přenesený z bývalého rodového paláce Brně

Po odchodu z armády zaměřil svou pozornost na rodový majetek na Moravě, převážně pobýval ve svém paláci v Brně (Panská 6/8, dům dnes zcela přestavěn). Po otci zdědil panství Lysice a Zlín, po tragickém úmrtí staršího bratra odkoupil z jeho pozůstalosti panství Lomnice a zdědil také zmíněný palác v Brně (1705). Na lomnickém panství navázal na aktivity svého otce směřující k vybudování barokního rezidenčního města. Ještě v době jeho nezletilosti byl dokončen farní kostel Navštívení Panny Marie, sám Antonín Amatus byl iniciátorem vzniku umělecky hodnotného mariánského sloupu na náměstí (1710). Jako ctitel svého patrona sv. Antonína pečoval také o hřbitovní kapli sv. Antonína Paduánského. Lomnický zámek byl na přelomu 17. a 18. století rozšířen o barokní křídlo a arkádové nádvoří. V interiérech byl vybudován sál předků, knihovna a zbrojnice, Antonín Amatus objednal také osm rozměrných pláten s mytologickými výjevy a dva velké obrazy ztvárňující bitvu u Slankamenu. Koncepce barokní zámecké zahrady byla v Lomnici limitována členitým terénem, v inventáři pořízeném v době Antonínova úmrtí se zde ale uvádí dvě oranžerie, fíkovna a ovocný sad. Přestavba zámku i města značně vyčerpávala nejen finance Serényiů, ale i samotnou Lomnici, proto sem Antonín Amatus v roce 1708 povolal židovské obchodníky z Lysic. Židovská komunita se zde rychle rozrůstala a počátkem 19. století představovali Židé 30% obyvatel Lomnice.

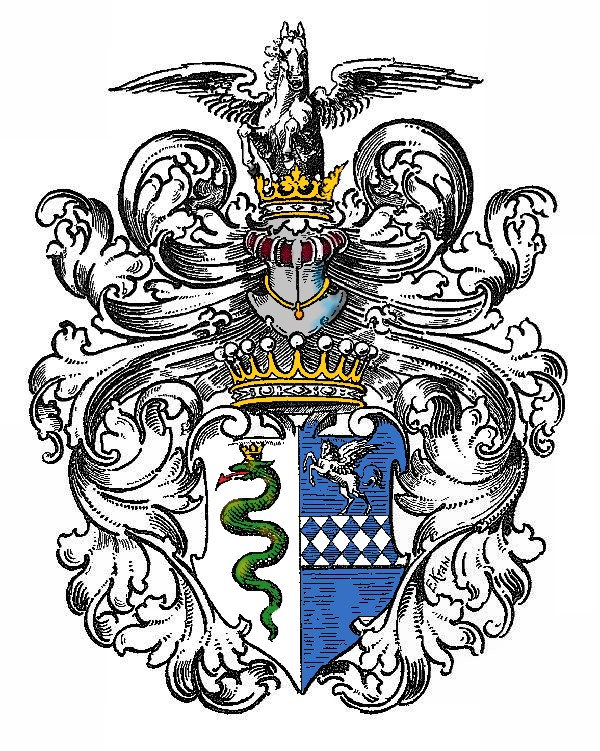
Erb rodu Serényiů

Zatímco Lomnice měla nadále sloužit především rodové reprezentaci, pro trvalejší pobyt byly zvoleny Lysice, které byly z Brna přístupnější a v klimaticky příhodnějším regionu. Přestavba lysického zámku probíhala v letech 1705–1711, pokračovala ale i v pozdějších letech (obnova hodinové věže v roce 1718). Autorství projektu je nejisté, v literatuře jsou zmiňována jména tehdy módních architektů jako Mořic Grimm nebo Christian Alexander Oedtl. Také v Lysicích byla věnována velká pozornost zámeckému parku, bývala sala terrena byla po roce 1730 přestavěna na zámecké divadlo. Terasy v prostoru před zámkem a vstupní most byly osazeny souborem 22 barokních alegorických a mytologických soch.
Přestavba lysického zámku a umělecké zakázky v Lomnici zatížily rodové finance, a proto Antonín Amatus již v roce 1712 prodal panství Zlín (novými majiteli se stali Rottalové, kteří panství koupili za 144 000 zlatých). Později ale rozšířil lysické panství, když v roce 1728 přikoupil sousední statek Drnovice s deseti vesnicemi. Drnovice již předtím byly součástí lysického panství, po vyčlenění je vlastnil serényiovský hofmistr Alexander Alois Schlägern. Z jeho pozůstalosti koupil Drnovice Antonín Amatus Serényi a trvale je připojil k Lysicím. Drnovická tvrz označovaná někdy jako zámek sloužila poté jen jako sídlo hospodářské správy, i když zde hraběcí rodina měla vyčleněno několik pokojů pro případné návštěvy.
Stavební aktivity, dlouhodobé zaměstnávání umělců a náklady na společenský život v Brně vedly k trvalému zadlužení majetku Antonína Amata. V závěru jeho života vyvstala také nutnost finančně zabezpečit početné potomstvo, což vedlo k závěti, v níž stanovil, že pro případ rozprodeje dědictví má být v rodinném majetku zachována Lomnice a prodány mohou být Lysice. K tomu také po jeho smrti došlo a již v roce 1738 koupil lysické panství nejvyšší zemský komorník hrabě Jan Leopold z Ditrichštejna. Kupní smlouva podrobně dokládá tehdejší poměry na lysickém panství. Hodnota kmenového rodového panství Lomnice byla v té době 210 000 zlatých.

## Rodina
Jeho manželkou byla hraběnka Marie Františka Josefa z Valdštejna (1674–1734). Sňatek se konal 19. dubna 1694 v augustiniánském kostele ve Vídni a svatebnímu obřadu byl přítomen i císař Leopold I. s manželkou. Přítomnost císařské rodiny byla předurčena osobností nevěstina otce, vlivného říšského dvorního rady Maxmiliána Adama z Valdštejna. Z manželství pocházelo šestnáct potomků, všichni se narodili v Brně. Antonínovými dědici byli synové Antonín František (1698–1782), maltézský rytíř Filip Antonín (1704–1758), olomoucký probošt František Ludvík (1705–1780), Karel (1711–1770) a Amatus Gerhard Václav (1715–1770). Bratři společně v roce 1738 prodali panství Lysice, Lomnici jako jediný držitel vlastnil do roku 1745 nejmladší syn Amatus, který byl pokračovatelem rodu. Dcery Marie Josefína (1695–1778) a Františka (1708–1738) se provdaly do rodin Althannů a Oppersdorfů.
Antonínův starší bratr František Josef Serényi (1664–1705) sloužil od mládí v císařské armádě, za války o španělské dědictví dosáhl hodnosti polního podmaršála. Jeho manželka Marie Magdalena z rodu Thun-Hohensteinů prodala ještě v roce 1705 panství Lysice a palác v Brně švagru Antonínu Amatovi. Z dědictví si ponechala panství Kunín, které následně přešlo dědictvím do rodiny Harrachů.